# Conflicto del algodón en México
El conflicto del algodón de 1992 fue una importante huelga de los trabajadores de la industria del algodón en México, que es uno de los sectores productivos más importantes del país, económica y socialmente.

## Antecedentes del conflicto
En los años 80 se mostró un crecimiento en la industria de la confección mexicana. Tuvo su apogeo en el año 1987 debido a que no existía competencia nacional e internacionalmente.
La confección mexicana con respecto a otros países carecía de calidad, buen precio y modernidad.
En 1988 empezaron a aumentar las importaciones en el mercado nacional. De hecho, entre 1987 y 1994 las importaciones aumentaron en un 15.98%, lo que contrajo una modernización en las fábricas mexicanas, así como compra de maquinaria y mejoras en sus procesos.
En 1995 disminuyó la compra y venta de prendas tanto a nivel nacional como internacional, todo esto debido a la crisis económica que se presentó en ese año.
En los años 90 se dejó notar un importante crecimiento en el sector textil. En 1997 este sectorestaba formado por un 92% de micros y medianas empresas, las cuales producían para satisfacer las necesidades del mercado interno. Las empresas medianas y grandes tenían la capacidad de competir a nivel internacional con otros países. La industria textil creció un 16.6% durante 1997.

## El Conflicto del algodón de 1992
Durante los gobiernos de Carlos Salinas de Gortari y Ernesto Zedillo se empezaron a formular cambios con el fin de flexibilizar las relaciones laborales. 
Los organismos empresariales han insistido en la obtención de una nueva cultura laboral. Estas políticas se instrumentaron en la práctica a partir de 1992, fecha en que fue detonada una huelga nacional en el ramo textil del algodón. Este concluyó con que el Contrato Ley de la industria textil fuera derogado, con el fin de mejorar las relaciones laborales.
El vencimiento del contrato afectaba a veinte mil trabajadores aproximadamente, y 240 fábricas. Tenía como fecha de derogación o vencimiento el 25 de junio de 1992 a las 0.00.
Por la parte patronal, se proponía la modificación del contrato, suprimiendo diversas cláusulas que representaban casi el 43% del salario y un 10% de incremento salarial, supresión del fideicomiso constituido como fondo de retiro, fondo de ayuda de defunción para jubilados y flexibilizar en términos generales la relación obrero patronal.
Tal propuesta patronal no era nueva sino que se venía previendo desde la revisión de 1990, en la que los empresarios propusieron, hasta esas fechas, de manera tímida, la modificación del aspecto normativo de la mutualidad (es decir los fideicomisos), modalidades que según ellos, permitirían descargarle una serie de obligaciones a las empresas, en virtud de que estas tendría falta de liquidez.
Sin embargo, por prorrogar el periodote pre huelga, la huelga estalló el 8 de julio de 1992 en 240 fábricas del ramo de la industria algodonera, con dos objetivos:
Obtener la revisión integral del contrato ley e impedir que terminaran por completo los efectos del contrato ley, de conformidad con el artículo 421 de la ley federal del Trabajo.
El día 5 de septiembre del mismo año (1992), después de 59 días en huelga, esta se levanta mediante un convenio que celebraron representantes de 26 grupos de trabajadores que laboraban en 26 fábricas del ramo, pero tramposamente en el convenio no se consideró dar por terminado el conflicto de la huelga, si no únicamente se hizo referencia a la entrega de las instalaciones.
- Datos: Q5782961